# Leonnatos
Leonnatos (tiếng Hy Lạp: Λεοννάτος; 356 TCN - 322 TCN), ông là một tướng lĩnh Macedonia của Alexandros Đại đế và là một trong những diadochi sau này.
Ông là thành viên thuộc hoàng tộc của Lyncestis, một vương quốc nhỏ hình thành nên vương quốc Macedonia dưới thời vua Philippos II của Macedonia. Leonnatos cùng tuổi với Alexandros và đã rất gần gũi với ông ta. Sau này, ông là một trong số bảy vệ sĩ của Alexandros tức là các somatophylakes. Sau khi Alexandros qua đời vào năm 323 TCN, vị quan nhiếp chính Perdiccas đã bổ nhiệm Leonatos làm tổng trấn của Hellespontine Phrygia.
Người em gái Cleopatra của Alexandros và cũng là góa phụ của vua Alexandros I của Ipiros đã hứa hẹn sẽ cưới Leonnatos. Khi người Athen nghe nói rằng Alexandros đã qua đời, họ đã nổi dậy để chống lại Macedonia cùng vị nhiếp chính mới của nó là Antipatros. Leonnatos dẫn đầu một đội quân gồm khoảng 20.000 bộ binh với 1.500 kỵ binh để giúp đỡ Antipatros đang bị vây ở Lamia (xem chiến tranh Lamia). Ông đã can thiệp có lẽ bởi vì ông có tham vọng muốn chiếm đoạt quyền lực của Antipatros. Ngoài ra một chiến thắng trước người Athen chắc chắn sẽ nâng cao vị thế của ông trong việc lên ngôi vua. Leonnatos đã tử trận trong trận chiến chống lại người Athen và cuộc hôn nhân của ông với Cleopatra đã không bao giờ diễn ra.